# Eugen
| Drenge- | Drenge-   | Pige- | Pige-    | Efter- | Efter-      |
| ------- | --------- | ----- | -------- | ------ | ----------- |
| 1       | Peter     | 1     | Anne     | 1      | Nielsen     |
| 2       | Michael   | 2     | Mette    | 2      | Jensen      |
| 3       | Lars      | 3     | Kirsten  | 3      | Hansen      |
| 4       | Jens      | 4     | Hanne    | 4      | Andersen    |
| 5       | Thomas    | 5     | Anna     | 5      | Pedersen    |
| 6       | Henrik    | 6     | Helle    | 6      | Christensen |
| 7       | Søren     | 7     | Maria    | 7      | Larsen      |
| 8       | Christian | 8     | Susanne  | 8      | Sørensen    |
| 9       | Martin    | 9     | Lene     | 9      | Rasmussen   |
| 10      | Jan       | 10    | Marianne | 10     | Jørgensen   |

Eugen er et drengenavn, der stammer fra græsk εὐγενής eugenēs.  Ifølge Danmarks Statistik var der i 2019 81 personer i Danmark med navnet.
Den kvindelige variant er Eugenia eller Eugenie.

## Kendte personer med navnet
- Prins Eugen af Savoyen, østrigsk feltherre
- Prins Eugen af Sverige, svensk prins og kunstmaler
- Eugen d'Albert, tysk komponist og pianist
- Eugenio Barba, italiensk forfatter, teaterinstruktør og forsker
- Eugène Delacroix, fransk kunstmaler
- Eugène Ionesco, rumænsk dramatiker
- Jevgenij Jevtusjenko, russisk forfatter og digter
- Eugene Merle Shoemaker, amerikansk geolog
- Eugene O'Neill, amerikansk dramatiker
- Eugène Scribe, fransk dramatiker og librettist
- Eugen Warming, dansk botaniker

## Navnet anvendt i fiktion
- Eugen Onegin, versroman af Aleksandr Pusjkin